# Caridad Atencio
Caridad Atencio (1963, La Habana, Cuba) es poeta y ensayista. Licenciada en Filología por la Universidad de La Habana en 1985. Trabaja como investigadora del Centro de Estudios Martianos desde 1991, donde ostenta la categoría de investigadora auxiliar, y miembro del Consejo Científico de esa institución.
Es considerada una de las importantes poetas de la llamada Generación de los Ochenta. De su poesía, el reconocido crítico cubano Enrique Saínz expresó: “Caridad Atencio se ha sentado a observar y a precisar el diálogo de su cuerpo con lo otro, aquello que no es ella, y entonces ve y alcanza el momento extraordinario”

## Obra
Ha publicado los siguientes libros:
- Los poemas desnudos; (poesía), Ediciones Mucuglifo, Mérida, Venezuela, 1995; (poesía) Reina del mar editores, Cienfuegos, 1997.
- Los viles aislamientos; (poesía) Letras Cubanas, La Habana, 1996.
- Umbrías; (poesía) Letras Cubanas, La Habana, 1999.
- Los cursos imantados; (poesía) Ediciones Unión, La Habana, 2000.
- Salinas para el potro; (poesía) Ediciones Extramuros, La Habana, 2001.
- La Sucesión; (poesía) Editorial Letras Cubanas, 2005.
- Notas a unas notas para L.A.; (poesía) Ediciones Unión, La Habana, 2005
- Recepción de Versos sencillos: poesía del metatexto; (ensayo) Editorial Abril, La Habana, 2001.

&  Historia de un abrazo. (poesía) Editorial Letras Cubanas, 2019. 
- Génesis de la poesía de José Martí; (ensayo) Editorial del Centro de Estudios Martianos y Universidad Estatal a Distancia de Costa Rica, 2005
- Circulaciones al libro póstumo; (ensayo) Premio Razón de Ser de la Fundación Alejo Carpentier en 2003, Editorial Oriente, Santiago de Cuba, 2005
- El mérito de una solicitud misteriosa: De algunos poetas románticos mexicanos en Martí; (ensayo), Instituto Mexiquense de Cultura, Toluca, 2005.
- Un espacio de pugna estética. (ensayo) Ediciones Matanzas, Matanzas, 2006
- Polvo de alas de mariposa como eslabón legítimo de la poesía martiana, Centro de Estudios Martianos, 2023, La Habana.

. El camino a casa. Colección Arco Tenso, Selvi Editores, Valencia, 2020.
Además, obras suyas aparecieron en la antología Álbum de poetisas cubanas, con prólogo y selección de Mirta Yáñez. Publica regularmente en revistas literarias cubanas, y de Estados Unidos, España y México.

## Premios y distinciones
- Distinción por la Cultura Nacional.
- Premio Pinos Nuevos de Poesía en el año 1996.
- Premio Calendario de Ensayo en el año 1999.
- Premio Dador de Ensayo en el año 2000.
- Premio Dador de Poesía en el año 2002.
- Premio de Poesía de la revista La Gaceta de Cuba de la UNEAC en el año 2005

. Distinción Raúl Gómez García.
. Distinción Gitana Tropical.
. Premio 8 de marzo.